# 2014 في سويسرا
فيما يلي قوائم الأحداث التي وقعت خلال عام 2014 في سويسرا.

## أحداث
- 22 يناير – مؤتمر جنيف 2 للسلام في سوريا

## سياسة

### تعيين في المنصب
- 1 يناير – ديديي بوركالتر رئيس الاتحاد السويسري.

### انتهاء فترة المنصب
- 31 ديسمبر – ديديي بوركالتر رئيس الاتحاد السويسري.

## رياضة
- 1 يناير – طواف روماندي 2014

## أفلام
من الأفلام التي صدرت هذه السنة في سويسرا:
- 1 يناير – الأوديسة العراقية من إخراج سمير (كاتب).

## وفيات

### أبريل
- 2 أبريل – أورس فيدمر (مواليد 1938) كاتب سويسري.

### مايو
- 12 مايو – هانز رودولف جيجر (مواليد 1940)
- 29 مايو – ريتشارد دور (مواليد 1938) لاعب كرة قدم سويسري.

### يوليو
- 2 يوليو – بول وايلد (مواليد 1925) عالم فلك سويسري.

### أكتوبر
- 20 أكتوبر – رينيه بوري (مواليد 1933) مصور سويسري.